# Derambila thrombocnemis
Derambila thrombocnemis är en fjärilsart som beskrevs av Louis Beethoven Prout 1930. Derambila thrombocnemis ingår i släktet Derambila och familjen mätare. Inga underarter finns listade i Catalogue of Life.